# Christine Truman
Christine Clara Truman Janes, angleška tenisačica, * 16. januar 1941, Woodford Green, Anglija.
Največji uspeh v karieri je dosegla z zmago v posamični konkurenci na turnirju za Amatersko prvenstvo Francije leta 1960, ko je v finalu premagala Zsuzsi Körmöczy, na turnirjih za Nacionalno prvenstvo ZDA in Prvenstvo Anglije se je najdlje uvrstila v finale. V konkurenci ženskih dvojic je enkrat osvojila Prvenstvo Avstralije, na turnirju za Prvenstvo Anglije pa se je uvrstila v finale. Trikrat je osvojila Wightmanov pokal.

## Finali Grand Slamov

### Posamično (3)

#### Zmage (1)
| Leto | Turnir                       | Nasprotnica v finalu | Rezultat finala |
| 1959 | Amatersko prvenstvo Francije | Zsuzsi Körmöczy      | 6–4, 7–5        |

#### Porazi (2)
| Leto | Turnir                   | Nasprotnica v finalu    | Rezultat finala |
| 1959 | Nacionalno prvenstvo ZDA | Maria Bueno             | 1–6, 4–6        |
| 1961 | Prvenstvo Anglije        | Angela Mortimer Barrett | 6–4, 4–6, 5–7   |

### Ženske dvojice (2)

#### Zmage (1)
| Leto | Turnir               | Partnerica  | Nasprotnici v finalu                     | Rezultat finala |
| 1960 | Prvenstvo Avstralije | Maria Bueno | Lorraine Coghlan Robinson Margaret Smith | 6–2, 5–7, 6–2   |

#### Porazi (1)
| Leto | Turnir            | Partnerica    | Nasprotnici v finalu     | Rezultat finala |
| 1959 | Prvenstvo Anglije | Beverly Baker | Jeanne Arth Darlene Hard | 6–2, 2–6, 3–6   |